# Siège de Valence (1811-1812)
 (août 2025).
Si vous disposez d'ouvrages ou d'articles de référence ou si vous connaissez des sites web de qualité traitant du thème abordé ici, merci de compléter l'article en donnant les références utiles à sa vérifiabilité et en les liant à la section « Notes et références ».
Guerre d'indépendance espagnole
Batailles
- Valls (1re)
- 2e Molins de Rei (03-1809) (ca)
- Gérone
- Alcañiz
- María-Belchite
- Mollet
- Vich
- Villafranca (2e)
- Lérida
- Mequinenza
- La Bisbal
- Tortose
- Valls (2e)
- Tarragone (1er)
- Montserrat
- Sagonte
- Valence
- Castalla (1er)
- Castalla (2e)
- Tarragone (2e)
- Ordal

Le siège de Valence se déroule du 26 décembre 1811 au 9 janvier 1812, et oppose l'armée française d'Aragon du maréchal Louis-Gabriel Suchet à la garnison espagnole sous le commandement du général Joaquín Blake y Joyes. Le siège de la place se termine par la reddition des forces espagnoles.

## Contexte
Ayant pris Sagonte mais ne disposant plus d’assez de troupes, Suchet doit attendre l’arrivée de renforts pour commencer le siège de Valence. Suchet, qui venait d’être blessé, s’établit solidement sur les rives du fleuve Turia qui baigne Valence. Il attendit les renforts escomptés : Reille de Navarre, Montbrun du Portugal et Darmagnac de l’armée du Centre, pour investir la place et anéantir l’armée de Blake et O’Donell.
Suchet a sous son commandement environ 14 000 fantassins et 1 300 cavaliers. Il a le général de brigade baron Saint-Cyr Nugues comme chef d’état-major et les divisions Musnier (brigades Robert et Ficatier), Harispe (brigades Pâris et Chłopicki), Habert (brigades Montmarie et Brokowski) la division italienne Piombini (brigades Balathier et Saint-Paul) la division napolitaine avec la brigade Ferrier, la cavalerie de la brigade Delort, la division Reille en réserve avec les brigades Bourke et Pannetier et la division italienne Severoli (brigades Mazuchelli et Bertoletti) plus l’artillerie, 1 800 hommes commandés par le général baron de Valée et le génie du général de division baron Rogniat.

## Déroulement

Plan de la disposition des troupes le 26 décembre 1811.

Utilisant les troupes de Reille d’un côté et d’Harispe de l’autre, il commença sa manœuvre d’encerclement, pendant que les troupes italiennes occupaient les Espagnols de front. Malgré des conditions difficiles, sous le feu de l’ennemi, les pontonniers du génie établirent les points de passage. Les troupes espagnoles du général Mahy s’enfuirent de Manisses en direction de Cattaroja et du lac d’Albufera. Blake et ses 15 000 hommes se retrouvaient seuls dans Valence. Dans la nuit du 28 au 29 décembre 1811, Blake tente une première sortie, désespérée, par le pont supérieur, dit de Saint Joseph ; tentative qui fut vivement repoussée. Le découragement gagna la garnison et les déserteurs furent nombreux.
Dans la nuit du 30 au 31 décembre une dernière sortie échoua grâce à la vigilance de la division italienne de Sévéroli. Le génie du général Pannetier creusa des tranchées parallèles permettant aux troupes de mettre Valence à portée de canon, tout en restant à couvert. Dans la nuit du 5 au 6 janvier, Suchet ordonna le bombardement systématique de la ville où déjà de nombreux mouvements populaires réclamaient la capitulation. Le 9 janvier 1812 fut signé l’acte de capitulation de la ville de Valence.

## Conséquences
Le général Robert, nommé gouverneur de Valence, et le chef de bataillon Bugeaud entrèrent dans la ville avec 1 200 grenadiers et voltigeurs pour prendre possession de la citadelle et des magasins. Afin de prévenir tout pillage et tout excès contre la population, le gros des troupes resta en dehors de la ville. Blake quitta Valence avec les honneurs de la guerre, le matin du 10 janvier. Il restera prisonnier à Saumur jusqu’à la première abdication en 1814.
Les pertes françaises s'élèvent à 2 000 morts ou blessés environ, parmi lesquels le colonel du génie Claude François Henry, tué d'un coup de biscaïen. De leur côté, les Espagnols déplorent la perte de 4 011 soldats tués au combat ou par la maladie, 16 270 prisonniers, 374 canons et 21 drapeaux. Les meilleures régiments de Blake tombent ainsi aux mains des Français, bien que sa cavalerie et les unités d'Obispo, de Villacampa et de Creagh soient parvenues à échapper à la capture.